# سام ميسيل
سام ميسيل (بالإنجليزية: Sam Angel)‏ هو لاعب بوكر أمريكي، ولد في 30 نوفمبر 1920 في سان فرانسيسكو في الولايات المتحدة، وتوفي في 21 مارس 2007.